# 温村
温村（ゆたかむら）は長野県南安曇郡にあった村。現在の安曇野市三郷温にあたる。

## 地理
- 河川：黒沢川

## 歴史
- 1873年（明治7年）9月5日 - 筑摩県安曇郡住吉村・野沢村・楡村・長尾村が合併して温村となる。
- 1876年（明治9年）8月21日 - 長野県の所属となる。
- 1879年（明治12年）1月4日 - 郡区町村編制法の施行により、南安曇郡の所属となる。
- 1889年（明治22年）4月1日 - 町村制の施行により、温村が単独で自治体を形成。
- 1954年（昭和29年）6月1日 - 明盛村・小倉村と合併して三郷村が発足。同日温村廃止。